# AIG損害保険
AIG損害保険株式会社（エイ・アイ・ジーそんがいほけん）は、アメリカン・インターナショナル・グループ（AIG）傘下の日本の保険会社である。AIGジャパン・ホールディングス株式会社の完全子会社。日本における関連企業にはアメリカンホーム保険、ジェイアイ傷害火災保険（JTB = 旧・日本交通公社との合弁）などがある。保険業界で初めて、全事業について事業継続に関する国際規格「ISO22301」を取得している。
合併前の旧富士火災海上保険以来より大輪会の会員企業である。

## 事業戦略
ACTIVE CARE（アクティブ・ケア）
アクティブ・ケアは、日本におけるAIGグループの固有かつ統一の事業戦略コンセプト。アクティブ・ケアは、次の３つの要素で構成されている。1.シンプルで分かりやすい。2.リスク情報を事前に。3.AIGならではの先進性。また「一歩先の心遣い」と解釈されることがある。

## 沿革
- 1851年
  - AIUコーポレーションの前身が米国保険会社として発足。
- 1926年
  - AIGの創業者C.V.スターがニューヨークでAIUコーポレーションを設立。
- 1946年
  - AIUコーポレーション日本支店が開設され、日本での営業を開始する。
- 1949年
  - AIU Corporationが日本人を対象とした営業を始める。
- 1950年
  - AIGによりAIUトランス・パシフィックが設立される。
- 1951年
  - AIUトランス・パシフィックがAIUジャパンとなる。
- 1963年
  - AIGにより日本法人「AIU株式会社」が設立され、「AIUジャパン」から業務を引継ぐ。
- 1970年
  - エイアイユー インシュアランス カンパニー（AIU保険会社）の前身がAIGの傘下に入る（社名変更は1976年）
- 1977年
  - AIU株式会社がエイアイユー インシュアランス カンパニー（AIU保険会社）の日本支店として再編され、日本における損害保険事業免許を取得。
- 2009年
  - 新ブランド「チャーティス」を発表。
- 2012年
  - AIGが損害保険事業のブランドを「チャーティス」から「AIG」に戻すことを発表。
- 2012年
  - AIU損害保険株式会社が損害保険事業免許を取得。
- 2013年
  - AIU保険会社日本支店からAIU損害保険株式会社へ損害保険保険事業を譲渡[4]。「AIU損害保険株式会社」はAIGジャパン・ホールディングス株式会社の完全子会社となる[5]。
- 2018年
  - AIU損害保険株式会社と富士火災海上保険株式会社が合併し、AIG損害保険株式会社となる[6]

## 社会貢献活動[7]
1. AIG高校生外交官　渡米プログラム
2. いじめ防止標語コンテスト
3. 防災・減災と環境保全に対する取り組みとして、「公益財団法人　鎮守の森のプロジェクト」の活動に協賛
4. 「地域社会への貢献」と「音楽を通じて子どもたちの未来を育むこと」を目的として、「佐渡裕(さど　ゆたか)とスーパーキッズ・オーケストラ」を応援
5. 「明るい地域社会創り」を目的として、「全日本マスターズ陸上競技選手権大会」を応援
6. 認定NPO法人 世界の子どもにワクチンを 日本委員会の活動に協力し、お客様への感謝の気持ちをワクチンにかえて世界の子どもたちに送っている。

## 不祥事・行政処分
2005年9月27日、損保16社による保険金の大量不払いがあったことが判明。同社においても1,941件、1億2,075万円の不当不払い事案が確認された（2002年12月～2005年5月間の解決済み事故案件中）。そして同年11月25日、追加で判明した10社と合わせて26社となったが、同社はその内の1社として金融庁から業務改善命令の行政処分を受けた。
さらにその後の2006年11月1日、損保業界で第三分野保険での不当な不払いがあったことが発表され、同社もこれに漏れず不当な不払いを行っていた。翌日11月2日の同社の発表によると、件数にして107件、金額にして1,910万円分が、第三分野保険の不当不払い事案に該当していたとのことであった。そして2007年3月14日、この事態を重く見た金融庁により、同社は業務改善命令の行政処分を再び受けることになった。
保険金不払い以外では、2006年12月10日に2×4工法の建築物に対する火災保険料を取りすぎていた問題が発覚している。